# Neobatrachus albipes
Neobatrachus albipes és una espècie de granota que viu a Austràlia.